# گلانگ
گلانگ (به آلمانی: Glanegg) یک منطقهٔ مسکونی در اتریش است که در ناحیه فلدکیرشن واقع شده‌است. گلانگ ۲٬۰۱۲ نفر جمعیت دارد.

## خواهرخوانده
شهر کاساکو خواهرخواندهٔ گلانگ هست.